# Trimalaconothrus hakonensis
Trimalaconothrus hakonensis är en kvalsterart som beskrevs av Yamamoto 1977. Trimalaconothrus hakonensis ingår i släktet Trimalaconothrus och familjen Malaconothridae. Inga underarter finns listade i Catalogue of Life.